# Feron Hunt
Feron Hunt (Nova Orleães, 5 de julho de 1999) é um jogador norte-americano de basquete profissional que atualmente joga no New York Knicks da National Basketball Association (NBA) e no Westchester Knicks da G-League.
Ele jogou basquete universitário em SMU.

## Carreira no ensino médio
Hunt mudou-se de Nova Orleães para o Texas em seu segundo ano do ensino médio. Ele jogou basquete na DeSoto High School em DeSoto, Texas e teve médias de 11,2 pontos e 7,1 rebotes em seu último ano. Hunt se comprometeu a jogar basquete universitário por TCU, mas desistiu após um mês. Mais tarde, ele se comprometeu com a SMU, escolhendo a equipe e rejeitando Arkansas e Texas A&M, entre outros.

## Carreira universitária
Em 10 de março de 2019, Hunt registrou 17 pontos e 14 rebotes, o recorde de sua carreira, na vitória por 77-71 contra South Flórida. Como calouro, ele teve médias de 7,6 pontos e 6,4 rebotes.
Em 12 de fevereiro de 2020, ele teve 23 pontos e sete rebotes na vitória por 79-75 sobre UConn. Em seu segundo ano, Hunt teve médias de 11 pontos e 6,7 rebotes. Ele  se declarou para o draft da NBA de 2020 antes de se retirar e voltar para a universidade. Ele considerou ficar de fora de sua terceira temporada para se concentrar em questões de justiça social.
Em sua terceira temporada, Hunt teve médias de 11,1 pontos e 7,9 rebotes, sendo selecionado para a Terceira-Equipe da American Athletic Conference. Ele se declarou para o draft da NBA de 2021, optando por abrir mão de sua elegibilidade universitária restante.

## Carreira profissional

### Texas Legends (2021–2022)
Depois de não ter sido selecionado no draft da NBA de 2021, Hunt se juntou ao Dallas Mavericks para a Summer League. Em 21 de agosto de 2021, ele assinou um contrato com os Mavericks. No entanto, ele foi dispensado em 15 de outubro. Em 23 de outubro, ele assinou com o Texas Legends como jogador afiliado. Ele teve médias de 15,9 pontos, 4,6 rebotes, 1,8 assistências e 1,9 roubos de bola.
Em 28 de dezembro, Hunt assinou um contrato de 10 dias com o New Orleans Pelicans mas não jogou pela equipe. Em 7 de janeiro de 2022, Hunt foi readquirido pelo Texas Legends.

### New York Knicks (2022–Presente)
Em 18 de março de 2022, Hunt assinou um contrato de mão dupla com o New York Knicks e o Westchester Knicks.

## Estatísticas da carreira

### NBA

#### Temporada regular
| Ano     | Equipe   | PJ | PT | MPJ | AP   | 3P | LL | RT | AS | BR | TO | PPJ |
| ------- | -------- | -- | -- | --- | ---- | -- | -- | -- | -- | -- | -- | --- |
| 2021–22 | New York | 2  | 0  | 4.0 | .000 | —  | —  | .5 | .5 | .5 | .0 | .0  |

### G-League
| Ano      | Equipe   | PJ | PT | MPJ  | AP   | 3P   | LL   | RT  | AS  | BR  | TO  | PPJ  |
| -------- | -------- | -- | -- | ---- | ---- | ---- | ---- | --- | --- | --- | --- | ---- |
| 2021-22  | TEX      | 27 | 27 | 35.4 | .552 | .375 | .739 | 7.8 | 2.3 | 1.5 | 1.0 | 18.3 |
| 2021-22  | WES      | 7  | 6  | 34.6 | .543 | .318 | .778 | 6.6 | 3.0 | 1.1 | .7  | 16.9 |
| Carreira | Carreira | 34 | 33 | 35.0 | .547 | .346 | .758 | 7.1 | 2.6 | 1.3 | .8  | 17.6 |

### Universitário
| Ano      | Equipe   | PJ | PT | MPJ  | AP   | 3P   | LL   | RT  | AS  | BR  | TO | PPJ  |
| -------- | -------- | -- | -- | ---- | ---- | ---- | ---- | --- | --- | --- | -- | ---- |
| 2018–19  | SMU      | 32 | 8  | 23.5 | .554 | .250 | .691 | 6.4 | .7  | .8  | .9 | 7.6  |
| 2019–20  | SMU      | 30 | 17 | 28.2 | .557 | .275 | .743 | 6.7 | 1.0 | .7  | .8 | 11.0 |
| 2020–21  | SMU      | 16 | 16 | 28.2 | .560 | .200 | .733 | 7.9 | .6  | 1.1 | .9 | 11.1 |
| Carreira | Carreira | 78 | 41 | 26.6 | .557 | .241 | .722 | 7.0 | .7  | .8  | .8 | 9.9  |